# بورونية مفرضة
بورونية مفرضة (الاسم العلمي:Boronia crenulata) هي نوع من النباتات تتبع جنس البورونية من الفصيلة السذابية.